# Skrzyszów
Skrzyszów è un comune rurale polacco del distretto di Tarnów, nel voivodato della Piccola Polonia.
Ricopre una superficie di 86,23 km² e nel 2004 contava 12 884 abitanti.